# تیدز گروو (آیووا)
تیدز گروو (به انگلیسی: Teeds Grove) یک منطقهٔ مسکونی در ایالات متحده آمریکا است که در شهرستان کلینتون، آیووا واقع شده‌است. تیدز گروو ۲۱۰٫۹۲ متر بالاتر از سطح دریا واقع شده‌است.